# Everardo Dias
Everardo Dias (Pontevedra, 1883– São Paulo, 1966) foi operário gráfico e jornalista, foi importante militante do movimento operário brasileiro nas primeiras décadas do século XX. Everardo Dias participou da greve geral de 1917 e da insurreição anarquista de 1918.

## Biografia
Everardo Dias nasceu em Pontevedra, Espanha, em 1883. Com dois anos de idade, em 1887, veio para o Brasil, acompanhando seu pai, professor e maçom, Antônio Dias, envolvido em um fracassado levante republicano. Auxiliado pelos Maçons, embarcou para São Paulo, trazendo correspondência para o Irmão Maçom Martinico Prado, um dos líderes republicanos brasileiros.
Aos 13 anos, Everardo aprende o ofício de tipógrafo, indo trabalhar no jornal O Estado de S. Paulo, onde permaneceu até completar os seus estudos na Escola Normal.
Diplomado, consegue uma colocação de professor em Aparecida do Monte Alto, São Paulo, distando vinte quilômetros da cidade de Monte Alto. Nessa cidade, Vicente Picarelli, velho Maçom, criou a Loja Filhos do Universo, do Grande Oriente Estadual de São Paulo, onde Everardo foi iniciado, em junho de 1904, aos 21 anos de idade.
Depois de um ano em Aparecida, regressou para São Paulo, sem conseguir transferência para São Paulo, abandona o magistério e regressa ao jornalismo. Tenta fazer Direito, na Faculdade de Direiro de São Paulo, mas, por dificuldades financeiras, é obrigado a abandonar o curso, só conseguindo diplomar-se, anos mais tarde pela Faculdade Livre de Direito do Rio de Janeiro. Em São Paulo filiou-se à Loja União Espanhola, onde recebe o grau de Cavaleiro Rosa-Cruz em março de 1906.
Destaca-se como um dos líderes, no movimento anticlerical em São Paulo. Fez parte da Associação de Livres Pensadores e dirigiu o quinzenário O Livre Pensador, que saiu pela primeira em 1902. Nele exaltava Lamarck, Darwin, Haeckel, Spencer, atacava implacavelmente a Igreja Católica, o fumo e o álcool. Apareciam muitas críticas contra os padres que atacavam protestantes, maçons, espíritas, livres pensadores, socialistas, etc.
Em 1905 foi o representante da imprensa no comício dos mártires russos, em São Paulo. Em 1906 falava nas comemorações do 1.º de Maio, em Campinas.
Em 3 de maio de 1908, ingressa na Loja Ordem e Progresso, em São Paulo, onde ocuparia em 1910 o cargo de 2.º Vigilante. Com a ascensão ao Grão Mestrado do Grande Oriente Estadual de São Paulo, do líder republicano Pedro de Toledo, foi organizado um programa de conferências no Estado, sobre civismo, liberdade de consciência e defesa da lei. Everardo, atuante, proferiu palestras sobre a necessidade de instrução, de escolas para o povo e a emancipação feminina, nas Lojas Amizade, Ordem e Progresso, União Espanhola, Fidelidade Firmeza e outras, além do interior do Estado e no Rio de Janeiro. Traduziu o livro de Victor Margueribe, “La Garcone” que causou grande escândalo na França.
Na famosa Greve Geral de 10 de junho de 1917, em São Paulo, redigiu o boletim distribuído a população, defendendo melhoria de salários e direitos para os trabalhadores .
Fazia parte do Partido Republicano Paulista – PRP, ao lado de Pedro de Toledo, lutando contra a reforma da Constituição de 1891. Quando o PRP passou para o governo, foi-lhe oferecido cargo na administração, que recusou por ser contrário a esse apoio e se filiou ao Partido Operário.
Entre 1912 e 1919, foi membro da Assembléia Legislativa do Grande Oriente, representando as Lojas Perseveranças III, de Sorocaba, União Espanhola, de São Paulo, e Deus, Justiça e Caridade, de Perderneiras. Sempre atuante, de 1916 a 1918, fez parte do Tribunal Maçônico de Justiça Estadual. Em 1918, é eleito Grande Secretário Adjunto do Grande Oriente Estadual.
Em 27 de outubro de 1919, após a realização da Greve Geral em São Paulo, juntamente com José Righetti e João da Costa Pimenta, secretário-geral da União dos Trabalhadores Gráficos de São Paulo, foi preso, levado para Santos e, completamente nu, metidos num cubículo infecto. É ele que escreve: “Não és capaz de imaginar o que sofri em Santos”. Dois dias mais tarde, foi levado para o pátio onde recebeu 25 chicotada nas costas. “Imagina: depois de três dias e duas noites sem comer e sem beber, nu, com um frio horrível em Santos (pois chovia sem parar) ardendo em febre, a boca pastosa, sem poder falar, apanhei como um vagabundo ou um ladrão…!” Neste mesmo dia, após esse tratamento revoltante, Everardo foi levado para São Paulo e depois, juntamente com 10 outros prisioneiros e vigiados por 25 soldados, transferido para o Rio de Janeiro, de onde seriam expulsos do país. Na Polícia Central do Rio de Janeiro, Everardo, debilitado, diz ao delegado que "fazia quatro dias e quatro noites que não comia, não bebia, nem dormia". Só aí receberam café com pão e mais tarde o almoço.
Na tarde de 30 de outubro, Everardo e mais 22 prisioneiros foram levados às docas, para embarcarem no Benevente, do Lloyd Brasileiro. Ao chegarem na Bahia, Manuel Gama envia uma carta em que fala de Everardo, “que, triste e pensativo, vai arrastando sua cruz para o Calvário!”. E o próprio Everardo escreve: “Estou mais morto do que vivo…estou fraco e creio que tuberculoso! Oh! É horrível!”.
Enquanto era pedido um habeas-corpus a favor de Everardo, apontando que residia no país a 33 anos, era naturalizado brasileiro, tinha seis filhas brasileiras e profissão de guarda-livros; o deputado e maçom Mauricio de Lacerda, pai de Carlos Lacerda, lia sua dramática carta na Câmara Federal. Astrogildo Pereira, através das páginas do Spartacus, lembrava que Everardo publicara, durante 15 anos, o Livre Pensador e que fora revisor-chefe de O Estado de S. Paulo. A Loja América destacou-se em sua defesa. No dia 8 de novembro o Supremo Tribunal denegou a petição pelo habeas-corpus.
Ao chegarem no Recife, permaneceram por três dias em três celas, nas quais cabiam somente três pessoas. No dia 24 de novembro, depois de uma escala na Ilha da Madeira, ancoraram em Lisboa. A polícia portuguesa recolheu os prisioneiros portugueses, deixando no navio os espanhóis, entre os quais Everardo.
Em 29 de novembro, em Vigo, na Espanha, todos os deportados desembarcam, menos Everardo Dias, Manuel Perdigão e Francisco Ferreira, por serem corretamente considerados brasileiro. Doentes, abatidos, taciturnos, sem dinheiro e roupas adequadas, temendo passar o invreno no Benevente, imploram para desembarcar também, mas foram proibidos.
Em dezembro, em Le Havre, França, sofrendo no inverno rigoroso, pediram ao cônsul brasileiro agasalhos; inutilmente, não obtiveram resposta. Recebiam algum conforto da solidariedade dos outros tripulantes do navio. O Benevente, após passar em Rotterdam, retornou a Vigo, onde Perdigão e Ferreira desembarcaram. Nesse ínterim, o Grão Mestre recém empossado, José Adriano Marrey Júnior, acompanhado do senador e maçom Luís de Toledo Piza, da Loja América, em audiência com o governador do Estado, conseguiu a condenação da atitude policial e a revogação da sua expulsão. Ele podia voltar ao Brasil.
Aportou em Recife, no dia 25 de janeiro de 1920, sendo recebido com grandes homenagens, participou de uma sessão na União dos Operários em Construção Civil, onde em discurso atribuiu a causa de suas provações aos seus artigos contra o governo publicados em A Plebe, acusou Ibraim Nobre de ser o mandante do espancamento que sofreu em Santos e denunciou o tratamento recebido por Manuel Perdigão, um brasileiro nato. Durante os três dias que permaneceu em Recife, recebeu diversas homenagens, foi saudado por Antônio Canellas, pelo Professor Joaquim Pimenta e Cristiano Cordeiro, na casa de quem pernoitou durante sua estada.
No mesmo ano de sua volta, 1920, participou da fundação do Grupo Clarté, vários de seus componentes organizariam mais tarde o Partido Socialista Brasileiro.
Em 1921, é um dos fundadores da Loja de Perfeição Segredo, do Rio de Janeiro, que tinha como objetivo a difusão de conhecimento e a doutrinação dos Maçons; com a crise se 1921, essa iniciativa não foi adiante. Por essa época Everardo dirigia a tipografia da Maçonaria, situada no Méier, e suas oficinas publicaram o livro Rússia Proletária, de Octávio Brandão e a revista Movimento Comunista, em 1923 a polícia acabou por invadir a tipografia e confiscá-la.
Quando ocorreu a Revolta dos 18 do Forte de Copacabana em 1922, Everardo havia montado um comitê pró Nilo Peçanha, ex-Grão Mestre do Grande Oriente do Brasil, opositor a Artur Bernardes, foi preso e enviado para a ilha da Cobras. Depois para a fortaleza de Santa Cruz.
Em 1923, juntamente com Canellas e outros companheiros, é preso sob a acusação de prepararem uma insurreição contra o governo de Artur Bernardes, mas logo é posto em liberdade. Participa da reunião do Partido Comunista Brasileiro/Partido Comunista do Brasil, na qual Canellas foi suspenso .
Ao estourar a Revolta Paulista de 1924, Everardo, que se encontrava no Rio de Janeiro, foi novamente preso e enviado para os campos de concentração existentes nas ilhas da costa brasileira, ficando encarcerado por três anos, principalmente na ilha das Flores.
Posto em liberdade, com a saúde abalada, voltou para o seio da família, em situação financeira difícil. Dono de uma livraria e editor, seu patrimônio tinha sido confiscado durante o estado de sítio. De nada adiantou apelar para a Justiça. Voltou a exercer a profissão de jornalista no Diário Nacional, cujo diretor era Marrey Júnior, órgão do Partido Democrático, ali permanecendo até o seu fechamento, após a Revolução Constitucionalista de 1932. No final de 1927 tem o seu nome lançado, pelo O Internacional, como candidato ao conselho municipal de São Paulo pelo Bloco Operário Camponês.
Durante esse período foi vigiado e sua casa era constantemente invadida pela polícia. Apoiou o golpe de 1930 e teve de fugir de São Paulo, para não ser preso novamente.
Em 1932, desempregado, perseguido pela polícia, mesmo apoiando o golpe de 1930, morava em um cortiço do Rio de Janeiro, onde criava galinhas, para sobreviver.
Durante a Intentona Comunista de 1935, mesmo sem nenhuma prova de seu envolvimento, foi preso por quase dois anos, até sua absolvição pelo Tribunal de Segurança Nacional. Recebeu no Congresso Nacional a defesa do então deputado Café Filho, filho de maçom. Ao ser libertado, já com a sua vida regularizada, volta à lida maçônica, na Loja Ordem e Progresso. Escreveu as obras maçônicas “Semeando” e “À Sombra da Acácia” e, em colaboração do Octaviano Bastos e Optato Carajuru, o Livro maçônico do Centenário. Foi redator e diretor do Boletim Oficial do grande Oriente de São Paulo e dos jornais Folha de Acácia e Mensageiro Romano.
Faleceu em 1966, cinco anos depois de publicar História das Lutas Sociais no Brasil. Em 4 de abril desse mesmo ano, foi fundada em sua homenagem a Loja Everardo Dias.